# 회전수
위상수학에서 회전수(回轉數, 영어: rotation number)는 원의 자기 위상 동형을 분류하는 불변량이다. 대략, 원에 대한 시간당 평균 회전 각도이다.

## 정의
실직선의 자기 위상 동형 {\displaystyle F\colon \mathbb {R} \to \mathbb {R} }가 다음을 만족시킨다고 하자.
{\displaystyle F(x+n)=F(x)+n\qquad \forall n\in \mathbb {N} }
이라고 하자. 그렇다면, {\displaystyle F}의 회전수 {\displaystyle \omega (F)}는 다음과 같다.
{\displaystyle \omega (F)=\lim _{n\to \infty }{\frac {F^{n}(x)-x}{n}}\in \mathbb {R} }
여기서
{\displaystyle F^{n}=\overbrace {F\circ \cdots \circ F} ^{n}}
이다. 이 극한은 항상 존재하며, {\displaystyle x\in \mathbb {R} }에 상관없다는 것을 보일 수 있으며, 이는 앙리 푸앵카레가 증명하였다.
{\displaystyle F}의 주기성으로 인하여, 이로부터 원의 방향을 보존하는 자기 위상 동형 {\displaystyle f\colon \mathbb {S} ^{1}\to \mathbb {S} ^{1}}을 정의할 수 있다. 이 경우, {\displaystyle f}의 회전수 {\displaystyle \omega (f)\in \mathbb {R} /\mathbb {Z} }는 {\displaystyle F}의 회전수와 같다. 이 경우, {\displaystyle F}와 {\displaystyle n+F}는 같은 {\displaystyle f}에 대응하지만 회전수가 정수 {\displaystyle n}만큼 다르므로, {\displaystyle f}의 회전수는 {\displaystyle \mathbb {R} /\mathbb {Z} }의 원소이다. 예를 들어, {\displaystyle \omega (x\mapsto x+\theta )=\theta }이다.

## 성질
회전수 {\displaystyle \omega }는 원의 방향 보존 자기 위상 동형들의 군 {\displaystyle \operatorname {Homeo} ^{+}(\mathbb {S} ^{1})}에서 원군 {\displaystyle \mathbb {S} ^{1}\cong \mathbb {R} /\mathbb {Z} }으로 가는 군 준동형이다. 만약 {\displaystyle \operatorname {Homeo} ^{+}(\mathbb {S} ^{1})}에 {\displaystyle {\mathcal {C}}^{0}} 위상을 주어 위상군으로 만들면, 회전수는 연속 함수이다.
원의 두 방향 보존 자기 위상 동형 {\displaystyle f,g\colon \mathbb {S} ^{1}\to \mathbb {S} ^{1}} 및 연속 함수 {\displaystyle h\colon \mathbb {S} ^{1}\to \mathbb {S} ^{1}}에 대하여, 만약
{\displaystyle h\circ f=g\circ h}
라면
{\displaystyle \omega (f)=\omega (g)}
이다.

### 원의 자기 위상 동형의 분류
앙리 푸앵카레와 아르노 당주아는 회전수를 사용하여 원의 자기 위상 동형 {\displaystyle f}들을 다음과 같이 분류하였다.
- 1. 만약 {\displaystyle f}의 회전수가 유리수 {\displaystyle \omega (f)=p/q}라면 ({\displaystyle \gcd\{p,q\}=1}), {\displaystyle f}는 하나 이상의 주기적 궤도를 가지며, {\displaystyle f}의 모든 주기적 궤도의 주기는 {\displaystyle q}이다. 또한, {\displaystyle f}의 모든 궤도는 주기적 궤도로 수렴한다. (반면, {\displaystyle f}에서 수렴하는 주기적 궤도와 {\displaystyle f^{-1}}에서 수렴하는 주기적 궤도는 일반적으로 다를 수 있다.)
- 2. 만약 {\displaystyle f}의 회전수가 무리수라면, {\displaystyle f}는 주기적 궤도를 갖지 않는다. 이 경우, 다음과 같은 두 가지 경우가 가능하다.
  - 2(a). {\displaystyle f}는 적어도 하나의 조밀 궤도를 갖는다. 이 경우, {\displaystyle f=g\circ (x\mapsto x+\omega (f))\circ g^{-1}}인 방향 보존 위상 동형 {\displaystyle g\colon \mathbb {S} ^{1}\to \mathbb {S} ^{1}}이 존재하며, 모든 궤도가 조밀하다.
  - 2(b). {\displaystyle f}의 모든 궤도는 조밀하지 않다. 이 경우, {\displaystyle f(C)=C}인 칸토어 집합 {\displaystyle C\subset \mathbb {S} ^{1}}가 존재한다. 이 경우, {\displaystyle f}의 모든 궤도는 {\displaystyle C}에 수렴하며, 마찬가지로 {\displaystyle f^{-1}}의 모든 궤도 역시 {\displaystyle C}에 수렴한다. 이 경우, {\displaystyle h\circ f=(x\mapsto x+\omega (f))\circ h}가 되는 연속 함수 {\displaystyle h\colon \mathbb {S} ^{1}\to \mathbb {S} ^{1}}가 존재하며, {\displaystyle h}는 {\displaystyle \mathbb {S} ^{1}\setminus C}의 각 연결 성분 위에서 상수 함수이다.

또한, 만약 {\displaystyle f}가 {\displaystyle {\mathcal {C}}^{2}} 함수라면 항상 1이거나 2(a)에 해당한다. (이는 아르노 당주아가 증명하였다.)

## 같이 보기
- 푸앵카레-벤딕손 정리

## 참고 문헌
- Misiurewicz, Michał (2007). “Rotation theory”. 《Scholarpedia》 (영어) 2 (10): 3873. doi:10.4249/scholarpedia.3873. ISSN 1941-6016.
- Herman, Michael R. (1979). “Sur la conjugaison différentiable des difféomorphismes du cercle à des rotations”. 《Publications mathématiques de l’IHÉS》 (프랑스어) 49: 5–234. doi:10.1007/BF02684798. ISSN 0073-8301. MR 0538680. Zbl 0448.58019.
- Ruelle, David (1985). “Rotation numbers for diffeomorphisms and flows”. 《Annales de l’Institut Henri Poincaré A: physique théorique》 (영어) 42 (1): 109–115. ISSN 0020-2339. MR 794367. Zbl 0556.58026.
- Wayne, C. Eugene (1996). 〈An introduction to KAM theory〉 (PDF). 《Dynamical systems and probabilistic methods in partial differential equations》. Lectures in Applied Mathematics (영어) 31. American Mathematical Society. 29쪽. ISBN 978-0-8218-0368-4.